# Viva Las Vengeance
Viva Las Vengeance ist das siebte und letzte Studioalbum von Panic! at the Disco. Es wurde am 19. August 2022 veröffentlicht. Das Album wurde gemeinsam mit der Veröffentlichung der gleichnamigen Single und des gleichnamigen Titelliedes angekündigt. Zudem wird das Album durch eine gleichnamige Tour unterstützt, die im Herbst 2022 in Nordamerika beginnt und dann Anfang 2023 in Europa und dem Vereinigtem Königreich stattfindet.

## Hintergrund
Im Mai 2022 erblickte eine Website namens „Shut Up and Go To Bed“ das Licht des Internets, um neue Musik von Panic! at the Disco anzudeuten. Ende Mai kam dann die Ankündigung über das Titellied Viva Las Vengeance über den offiziellen Twitter-Account der Band.
Urie nannte das Album in einem späteren Interview „einen Rückblick als ich 17 Jahre alt war und wer ich heute bin mit der Zuneigung, die ich vorher nicht hatte. […] Es gab irgendwas an dieser Bandmaschine, das mich ehrlich blieben ließ.“ Das Album wurde ebenfalls als „filmisch-musikalische Reise über die Kombination von einen Vorteil aus deiner Jugend ziehen, den Tag nutzen, und ausbrennen“ bezeichnet.
Das Album hat 12 Lieder und ist damit das drittlängste Album von Panic! at the Disco anhand der Anzahl der Titel. Platz eins und zwei belegen jeweils die Alben Pretty. Odd. mit 15 Titeln und A Fever You Can’t Sweat Out mit 13 Liedern. Anhand der gesamten Länge des Albums jedoch, ist Viva Las Vengeance das zweitlängste Album der Band. Nur Pretty. Odd. ist mit 48:42 Minuten Laufzeit länger.

## Entstehung
Urie nahm das Album live auf eine Bandmaschine zusammen mit Mike Viola und Jake Sinclair in Los Angeles auf. Viva Las Vengeance beinhaltet zudem Beiträge von Butch Walker, wie z. B. Beiträge im Lied Don’t Let the Light Go Out.

## Titelliste
| Titelliste | Titelliste |
| --- | ---------- |
| 1. Viva Las Vengeance – 3:27 2. Middle of a Breakup – 3:20 3. Don’t Let the Light Go Out – 3:49 4. Local God – 3:00 5. Star Spangled Banger – 3:09 6. God Killed Rock and Roll – 4:17 7. Say It Louder – 3:30 8. Sugar Soaker – 3:11 9. Something About Maggie – 3:20 10. Sad Clown – 3:46 11. All by Yourself – 4:18 12. Do It to Death – 4:35 |            |

## Mitwirkende
| Name                | Bereich                                                                                   | Notizen |
| ------------------- | ----------------------------------------------------------------------------------------- | --- |
| Panic! at the Disco |                                                                                           | |
| Brendon Urie        | Gesang, Rhythmusgitarre, Keyboard, Piano, Schlagzeug, Produktion                          | |
| Andere Beiträge     |                                                                                           | |
| Butch Walker        | Textautor, Rhythmusgitarre, Hintergrundgesang, teilweise Produktion von einzelnen Liedern | Walker hat nur bei den Liedern Don’t Let the Light Go Out, Star Spangled Banger, Say It Louder und Do It to Death mitgewirkt. |
| Eric Carmen         | Textautor                                                                                 | Carmen hat nur beim Text des Liedes All by Yourself mitgewirkt.                                                               |
| Russ Ballard        | Textautor                                                                                 | Ballard hat nur beim Text des Liedes God Killed Rock and Roll mitgewirkt.                                                     |
| Morgan Kibby        | Textautor                                                                                 | Kibby hat nur beim Text des Liedes God Killed Rock and Roll mitgewirkt.                                                       |
| Jake Sinclair       | Bassgitarre, Rhythmusgitarre, Hintergrundgesang, Produktion                               | |
| Mike Viola          | Rhythmusgitarre, Hintergrundgesang, Produktion                                            | |

## Charts und Chartplatzierungen
| ChartsChartplatzierungen       | Höchstplatzierung | Wochen |
| ------------------------------ | ----------------- | ------ |
| Deutschland (GfK)              | 18 (1 Wo.)        | 1      |
| Österreich (Ö3)                | 46 (1 Wo.)        | 1      |
| Schweiz (IFPI)                 | 46 (1 Wo.)        | 1      |
| Vereinigtes Königreich (OCC)   | 5 (1 Wo.)         | 1      |
| Vereinigte Staaten (Billboard) | 13 (1 Wo.)        | 1      |